# Yeongju
Yeongju (en coreano:영주시 Romanización revisada:yeongjusi, léase:Yóngchu) es una ciudad en la provincia de Gyeongsang del Norte en el suroeste de la república de Corea del Sur. Está ubicada al sureste de Seúl a unos 160 km y a 107 km al norte del corazón de Daegu. La extensión de su término municipal es de 669,05 km² y su población total en 2008 era de 113 000 habitantes.

## Administración
Yeongju se divide en 9 dong, 1 eup y 9 myeon.
- Yeongju-1-don (영주1동)
- Yeongju-2-dong (영주2동)
- Gaheung-1-dong (가흥1동)
- Gaheung-2-dong (가흥2동)
- Hyucheon-1-dong (휴천1동)
- Hyucheon-2-dong (휴천2동)
- Hyucheon-3-dong (휴천3동)
- Sangmang-dong (상망동)
- Hamang-dong (하망동)
- Punggi-eup (풍기읍)
- Buseok-myeon (부석면)
- Munsu-myeon (문수면)
- Pyeongeun-myeon (평은면)
- Isan-myeon (이산면)
- Bongheon-myeon (봉현면)
- Sunheung-myeon (순흥면)
- Jangsu-myeon (장수면)
- Anjeong-myeon (안정면)
- Dansan-myeon (단산면)

El eup y los myeons se dividen en zonas más pequeñas llamadas (ri).
- -Punggi-eup- (풍기읍) - Seongnae-ri (성내리), Dongbu-ri (동부리), Sanbeop-ri (산법리), Migok-ri (미곡리), Samga-ri (삼가리), Ukgeum-ri (욱금리), Geumgye-ri (금계리), Gyochon-ri (교촌리), Seobu-ri (서부리), Baek-ri (백리), Baeksin-ri (백신리), Changrak-ri (창락리), Sucheol-ri (수철리), Jeongu-ri (전구리)
- -Isan-myeon- (이산면) - Won-ri (원리), Sinam-ri (신암리), Jidong-ri (지동리), Seokpo-ri (석포리), Yongsang-ri (용상리), Sincheon-ri (신천리), Unmun-ri (운문리), Duwol-ri (두월리), Naerim-ri (내림리)
- -Pyeongeun-myeon- (평은면) - Pyeongeun-ri (평은리), Gangdong-ri (강동리), Jigok-ri (지곡리), Oun-ri (오운리), Cheonbon-ri (천본리), Geumgwang-ri (금광리), Yongheol-ri (용혈리)
- -Munsu-myeon- (문수면) - Seungmun-ri (승문리), Manbang-ri (만방리), Jeokdong-ri (적동리), Gwonseon-ri (권선리), Wolho-ri (월호리), Daeyang-ri (대양리), Tansan-ri (탄산리), Sudo-ri (수도리), Joje-ri (조제리)
- -Jangsu-myeon- (장수면) - Bangu-ri (반구리), Dujeon-ri (두전리), Galsan-ri (갈산리), Paji-ri (파지리), Seonggok-ri (성곡리), Hwagi-ri (화기리), Soryong-ri (소룡리), Homun-ri (호문리)
- -Anjeong-myeon- (안정면) - Sinjeon-ri (신전리), Saenghyeon-ri (생현리), Bongam-ri (봉암리), Yongsan-ri (용산리), Yeoreuk-ri (여륵리), Muk-ri (묵리), Naejul-ri (내줄리), Irwon-ri (일원리), Ansim-ri (안심리), Ongam-ri (옹암리), Danchon-ri (단촌리), Daepyeong-ri (대평리), Ogye-ri (오계리)
- -Bongheon-myeon- (봉현면) - Dusan-ri (두산리), Ohyeon-ri (오현리), Daechon-ri (대촌리), Hancheon-ri (한천리), Yujeon-ri (유전리), Nojwa-ri (노좌리), Hachon-ri (하촌리)
- -Sunheung-myeon- (순흥면) - Taejang-ri (태장리), Jidong-ri (지동리), Seokgyo-ri (석교리), Eupnae-ri (읍내리), Naejuk-ri (내죽리), Cheonggu-ri (청구리), Baejeom-ri (배점리), Deokhyeon-ri (덕현리)
- -Dansan-myeon- (단산면) - Dongwon-ri (동원리), Sacheon-ri (사천리), Gugu-ri (구구리), Byeongsan-ri (병산리), Okdae-ri (옥대리), Dangok-ri (단곡리), Jwaseok-ri (좌석리), Marak-ri (마락리)
- -Buseok-myeon- (부석면) - Namdae-ri (남대리), Bukji-ri (북지리), Imgok-ri (임곡리), Socheon-ri (소천리), Nogok-ri (노곡리), Yongam-ri (용암리), Ugok-ri (우곡리), Sangseok-ri (상석리), Gamgok-ri (감곡리), Bogye-ri 보계리)

## Clima
| Parámetros climáticos promedio de Yeongju (1981−2010) | Parámetros climáticos promedio de Yeongju (1981−2010) | Parámetros climáticos promedio de Yeongju (1981−2010) | Parámetros climáticos promedio de Yeongju (1981−2010) | Parámetros climáticos promedio de Yeongju (1981−2010) | Parámetros climáticos promedio de Yeongju (1981−2010) | Parámetros climáticos promedio de Yeongju (1981−2010) | Parámetros climáticos promedio de Yeongju (1981−2010) | Parámetros climáticos promedio de Yeongju (1981−2010) | Parámetros climáticos promedio de Yeongju (1981−2010) | Parámetros climáticos promedio de Yeongju (1981−2010) | Parámetros climáticos promedio de Yeongju (1981−2010) | Parámetros climáticos promedio de Yeongju (1981−2010) | Parámetros climáticos promedio de Yeongju (1981−2010) |
| Mes                                                   | Ene.                                                  | Feb.                                                  | Mar.                                                  | Abr.                                                  | May.                                                  | Jun.                                                  | Jul.                                                  | Ago.                                                  | Sep.                                                  | Oct.                                                  | Nov.                                                  | Dic.                                                  | Anual                                                 |
| ----------------------------------------------------- | ----------------------------------------------------- | ----------------------------------------------------- | ----------------------------------------------------- | ----------------------------------------------------- | ----------------------------------------------------- | ----------------------------------------------------- | ----------------------------------------------------- | ----------------------------------------------------- | ----------------------------------------------------- | ----------------------------------------------------- | ----------------------------------------------------- | ----------------------------------------------------- | ----------------------------------------------------- |
| Temp. máx. media (°C)                                 | 2.4                                                   | 5.4                                                   | 11.0                                                  | 18.8                                                  | 23.6                                                  | 27.1                                                  | 28.6                                                  | 29.5                                                  | 25.4                                                  | 19.9                                                  | 12.0                                                  | 5.1                                                   | 17.4                                                  |
| Temp. media (°C)                                      | −2.9                                                  | −0.3                                                  | 4.8                                                   | 11.7                                                  | 16.9                                                  | 21.0                                                  | 23.8                                                  | 24.2                                                  | 19.1                                                  | 12.5                                                  | 5.6                                                   | −0.6                                                  | 11.3                                                  |
| Temp. mín. media (°C)                                 | −8.2                                                  | −5.8                                                  | −1.0                                                  | 4.4                                                   | 10.0                                                  | 15.4                                                  | 19.8                                                  | 20.0                                                  | 14.0                                                  | 6.2                                                   | −0.2                                                  | −5.8                                                  | 5.7                                                   |
| Precipitación total (mm)                              | 19.8                                                  | 28.8                                                  | 54.3                                                  | 82.9                                                  | 109.9                                                 | 164.6                                                 | 303.6                                                 | 273.1                                                 | 153.2                                                 | 43.2                                                  | 39.3                                                  | 18.3                                                  | 1290.9                                                |
| Días de precipitaciones (≥ 0.1 mm)                    | 5.1                                                   | 5.7                                                   | 7.6                                                   | 7.7                                                   | 8.1                                                   | 9.5                                                   | 14.8                                                  | 14.2                                                  | 8.9                                                   | 5.3                                                   | 6.4                                                   | 5.0                                                   | 98.3                                                  |
| Horas de sol                                          | 192.5                                                 | 192.4                                                 | 220.1                                                 | 240.3                                                 | 256.2                                                 | 225.3                                                 | 170.0                                                 | 188.8                                                 | 189.0                                                 | 215.3                                                 | 179.7                                                 | 184.2                                                 | 2461.5                                                |
| Humedad relativa (%)                                  | 61.4                                                  | 59.0                                                  | 59.1                                                  | 55.4                                                  | 61.9                                                  | 69.5                                                  | 78.3                                                  | 78.1                                                  | 75.7                                                  | 70.2                                                  | 66.4                                                  | 63.7                                                  | 66.6                                                  |
| Fuente: Korea Meteorological Administration           |                                                       |                                                       |                                                       |                                                       |                                                       |                                                       |                                                       |                                                       |                                                       |                                                       |                                                       |                                                       |                                                       |

## Ciudades hermanas
- Suzhou.